# Rezerwat przyrody Skałki Piekło pod Niekłaniem
Rezerwat przyrody Skałki Piekło pod Niekłaniem – rezerwat przyrody nieożywionej na terenie Konecko-Łopuszniańskiego Obszaru Chronionego Krajobrazu w gminie Stąporków, w powiecie koneckim, w północnej części województwa świętokrzyskiego, w pobliżu miejscowości Niekłań Wielki.
Skałki ciągną się na długość około 1 kilometra, ich wysokość dochodzi do 8 metrów.
- Powierzchnia: 6,18 ha (akt powołujący podawał 5,90 ha)
- Rok utworzenia: 1959
- Dokument powołujący: Zarządz. MLiPD z 1.04.1959, M.P. z 1959 r. nr 37, poz. 170; zm. M.P. z 1965 r. nr 60, poz. 311
- Numer ewidencyjny WKP: 016
- Charakter rezerwatu: częściowy
- Przedmiot ochrony: osobliwe formy skalne powstałe w wyniku erozji eolicznej oraz zachowanie rosnącej w szczelinach skalnych zanokcicy północnej (Asplenium septentrionale)

Rezerwat przyrody Skałki Piekło pod Niekłaniem jest punktem początkowym  czarnego szlaku turystycznego prowadzącego do miejscowości Wólka Plebańska. Przez rezerwat przechodzi  niebieski szlak turystyczny ze Skarżyska-Kamiennej (Pogorzałe) do Kuźniaków. Jest także punktem na Piekielnym Szlaku.